# Armada biqueira
 (mai 2023).
Si vous disposez d'ouvrages ou d'articles de référence ou si vous connaissez des sites web de qualité traitant du thème abordé ici, merci de compléter l'article en donnant les références utiles à sa vérifiabilité et en les liant à la section « Notes et références ».
L’armada biqueira (litt. "armada bécue / pointue", en portugais) est un coup de pied rotatif percutant de capoeira, qui consiste à frapper l'adversaire avec un bico après avoir feinté une armada en pivotant sur soi-même.
Cette technique se retrouve principalement en Capoeira Angola.